# Thesenvitz
Thesenvitz este o comună din landul Mecklenburg-Pomerania Inferioară, Germania.